# Đội tuyển bóng đá nữ quốc gia Afghanistan
Đội tuyển bóng đá nữ quốc gia Afghanistan (tiếng Dari: تیم ملی فوتبال زنان افغانستان; tiếng Ba Tư: تیم ملی فوتبال زنان افغانستان) đại diện cho Afghanistan trên đấu trường quốc tế và được quản lý bởi Liên đoàn bóng đá Afghanistan. Họ chơi các trận sân nhà tại Sân vận động Ghazi tại Kabul.
Vào tháng 12 năm 2010, đội có trận chính thức đầu tiên gặp Nepal tại Giải vô địch bóng đá nữ Nam Á 2010 tại Cox's Bazar, Bangladesh. Vào ngày 16 tháng 2 năm 2012 họ có chiến thắng 2–0 trước Qatar, chiến thắng đầu tiên trên đấu trường quốc tế. Vào ngày 10 tháng 6 năm 2014 Afghanistan chuyển từ Liên đoàn bóng đá Nam Á sang Hiệp hội bóng đá Trung Á.
Huấn luyện viên hiện tại của đội là Kelly Lindsey.

## Thành tích thi đấu

### World Cup
| Năm           | Kết quả       | Vị trí        | Tr            | T             | H*            | B             | BT            | BB            | HS            |
| ------------- | ------------- | ------------- | ------------- | ------------- | ------------- | ------------- | ------------- | ------------- | ------------- |
| 1991 tới 2019 | Không tham dự | Không tham dự | Không tham dự | Không tham dự | Không tham dự | Không tham dự | Không tham dự | Không tham dự | Không tham dự |
|               | 0/8           | -             | -             | -             | -             | -             | -             | -             | -             |

### Cúp bóng đá nữ châu Á
| Năm           | Kết quả       | Tr            | T             | H*            | B             | BT            | BB            | HS            |               |
| ------------- | ------------- | ------------- | ------------- | ------------- | ------------- | ------------- | ------------- | ------------- | ------------- |
| 1975 tới 2018 | Không tham dự | Không tham dự | Không tham dự | Không tham dự | Không tham dự | Không tham dự | Không tham dự | Không tham dự | Không tham dự |
| Tổng          | 0/19          | -             | -             | -             | -             | -             | -             | -             |               |

### Giải vô địch bóng đá nữ Nam Á
| Năm  | Kết quả   | Tr | T | H* | B | BT | BB | HS  |
| ---- | --------- | -- | - | -- | - | -- | -- | --- |
| 2010 | Vòng bảng | 3  | 0 | 1  | 2 | 2  | 18 | −16 |
| 2012 | Bán kết   | 4  | 1 | 1  | 2 | 6  | 19 | −13 |
| 2014 | Vòng bảng | 3  | 0 | 0  | 3 | 1  | 19 | −18 |
| 2016 | Vòng bảng | 2  | 0 | 0  | 2 | 1  | 9  | −8  |
| Tổng | 4/4       | 12 | 1 | 2  | 9 | 10 | 65 | −55 |